# Turnera humilis
Turnera humilis är en passionsblomsväxtart som beskrevs av Arbo. Turnera humilis ingår i släktet Turnera och familjen passionsblomsväxter. Inga underarter finns listade i Catalogue of Life.